# Chavigny-Bailleul
Chavigny-Bailleul is een gemeente in het Franse departement Eure (regio Normandië) en telt 462 inwoners (1999). De plaats maakt deel uit van het arrondissement Évreux.

## Geografie
De oppervlakte van Chavigny-Bailleul bedraagt 18,6 km², de bevolkingsdichtheid is 24,8 inwoners per km².
De onderstaande kaart toont de ligging van Chavigny-Bailleul met de belangrijkste infrastructuur en aangrenzende gemeenten.

## Demografie
Onderstaande figuur toont het verloop van het inwonertal (bron: INSEE-tellingen).